# Massacre de Goliad
Le massacre de Goliad a lieu le 27 mars 1836, durant la révolution texane, après la bataille de Coleto Creek. 425 à 445 prisonniers de l'armée de la république du Texas sont exécutés par l'Armée mexicaine, dans la ville de Goliad au Texas. Parmi ceux qui ont été tués se trouvait le commandant, le colonel James Fannin. Le massacre est perpétré sous les ordres du général et président du Mexique Antonio López de Santa Anna. Malgré les appels à la clémence du général José de Urrea, le massacre est exécuté, à contrecœur, par le lieutenant-colonel José Nicolás de la Portilla.
Toute la force texane a été tuée, à l'exception de 28 hommes qui ont feint la mort et se sont échappés. Parmi ceux-ci se trouvaient Herman Ehrenberg, qui écrivit plus tard un récit du massacre ; William Lockhart Hunter, également des New Orleans Greys, qui survécut malgré les coups de baïonnette et de coups de mousquet ; et quatre membres des Red Rovers de Shackelford : Dillard Cooper, Zachariah S. Brooks, Wilson Simpson et Isaac D. Hamilton, qui se sont échappés après des jours de fuite. En raison de l'intervention de Francita Alavez (connue sous le nom de '"Ange de Goliad"), 20 autres hommes, dont Shackelford, ont été épargnés pour travailler comme médecins, interprètes ou ouvriers.  Les 75 soldats de Miller et du bataillon de Nashville ont également été épargnés. Ils ont ensuite été conduits à Matamoros. Les hommes épargnés recevaient des brassards blancs et, tout en les portant, pouvaient se promener librement.

## Source de la traduction
- (en) Cet article est partiellement ou en totalité issu de l’article de Wikipédia en anglais intitulé « Goliad massacre » (voir la liste des auteurs).